# Mesochorus dimidiatus
Mesochorus dimidiatus là một loài tò vò trong họ Ichneumonidae.